# Crass
Crass foi uma banda anarco-punk inglesa formada em 1977 que promoveu o anarquismo como uma ideologia política, maneira de viver  e como um movimento de resistência. Crass popularizou o movimento anarco-punk seminal do movimento punk,  defendeu a ação direta, os direitos dos animais e o ambientalismo. A banda utilizou e defendeu uma abordagem  "DIY" (faça-você-mesmo), produziu colagens de som, gráficos, discos e filmes (Christ: The Movie) por conta própria sem apoio de outras gravadoras. Crass também criticaram e tentaram subverter a cultura dominante, promovendo o anti-racismo, a antiguerra e a antiglobalização.
Praticaram sua filosofia de "ação direta" em grafitagens feitas com tinta de spray em torno do sistema de metrô de Londres e em cartazes de publicidade, coordenando squats e organizando a ação política. A banda também expressou seus ideais vestindo-se de preto, o excesso de roupas de estilo militar e a utilização de um "backdrop"  que amalgamou vários "ícones da autoridade" (incluindo a cruz cristã, a suástica e a bandeira do Reino Unido) e um ouroboros.
A banda foi crítica do movimento punk em si, bem como a cultura mais ampla da juventude em geral. Crass promoveu o tipo de anarco-pacifismo que se tornou mais comum na cena da música punk. Eles também são considerados parte do gênero industrial, promovendo o uso de colagens de fita, gráficos, lançamentos de palavras faladas, a poesia e a improvisação.
Eles influenciaram o movimento anarquista no Reino Unido, Estados Unidos e vários outros países ao redor do mundo. Com o crescimento do anarco-punk vieram novas gerações de pessoas que se interessaram por ideias anarquistas. A filosofia e a estética do Crass influenciou inúmeras bandas punks da década de 1980, mesmo que poucas dessas bandas os imitavam pois cada uma tinha sua sonoridade própria (como em Yes Sir, I Will e sua última gravação, 10 Notes on a Summer's Day ).
A banda já declarou que seus antecedentes e influências musicais raramente foram extraídas do rock, mas sim da música de vanguarda (em particular, Benjamin Britten, em cuja obra, afirma Rimbaud, alguns riffs do Crass é baseado diretamente , Dada e música contemporânea, como John Cage, bem como as performance da tradição da arte.
Sua pintura artística das capas dos discos produzidas por Gee Vaucher em preto e branco se tornou um modelo de assinatura estética e pode ser vista como uma influência sobre os artistas posteriores, como Banksy (Banksy e Vaucher, ultimamente tinha colaborado) e o movimento subvertising. Em 2007, Jeffrey Lewis que é um cantor e compositor de antifolk e autor de quadrinhos lançou 12 músicas da banda em uma coleção de versões covers.
. Ian Astbury [ Cantor Inglês , The Cult , The Doors , Holy Barbarians etc ] foi roadie do CRASS , onde aprendeu a tocar bateria e guitarra e se tornou um militante da causa .

## Discografia

### Álbuns de estúdio
- 1978 - The Feeding of the 5000
- 1979 - Stations of The Crass
- 1981 - Penis Envy
- 1982 - Christ - The Album
- 1983 - Yes Sir, I Will
- 1985 - Acts Of Love

### Compilações
- 1986 - Best Before 1984

### Ao vivo
- 1989 - Christ: The Bootleg
- 1993 - You'll Ruin It for Everyone

### EPs
- 1986 - Ten Notes On A Summer's Day